# American Journal of Political Science
L'American Journal of Political Science est une revue américaine de science politique publiée par la Midwest Political Science Association (en). 